# Fusilirski polk »Feldherrnhalle«
Fusilirski polk »Feldherrnhalle« (izvirno nemško Füsilier-Regiment Feldherrnhalle) je bil fusilirski polk v sestavi redne nemške kopenske vojske med drugo svetovno vojno.

## Zgodovina
Polk je bil ustanovljen 20. junija 1943 v južni Franciji z reorganizacijo 120. grenadirskega polka in bil dodeljen tankovskogrenadirski diviziji »Feldherrnhalle«.
Julija 1944 je bil polk uničen pri Minsku.